# نخست‌وزیر فرانسه
نخست‌وزیر فرانسه (فرانسوی: Premier ministre français‎) در جمهوری پنجم فرانسه، رئیس دولت و رئیس شورای وزیران فرانسه می‌باشد. در طول جمهوری سوم و چهارم، رئیس دولت با نام رئیس شورای وزیران (فرانسوی: Président du Conseil des Ministres‎) یا به صورت خلاصه رئیس شورا (فرانسوی: Président du Conseil‎) شناخته می‌شد.
نخست‌وزیر وظیفه دارد لیست پیشنهادی وزیران را به رئیس‌جمهور تقدیم کند. فرمان‌ها و تصمیمات نخست‌وزیر مانند تمام تصمیم‌های اجرایی توسط سیستم دادگاه اداری نظارت می‌شود. برخی از احکام اجرایی پس از مشورت با شورای دولت (فرانسوی: Conseil d'État‎) اتخاذ می‌شود. تمام نخست‌وزیران از برنامه‌های دولت خود دفاع می‌کنند و بودجه تخصیصی را تعیین می‌کنند. میزان دخالت نخست‌وزیر در تصمیم‌گیری‌ها بستگی به هم حزبی بودن او با رئیس‌جمهور دارد.
پس از پیروزی امانوئل مکرون در انتخابات ۲۰۱۷، ادوار فیلیپ توسط او به عنوان نخست‌وزیر جدید انتخاب شد. در پی کناره‌گیری ادوار فیلیپ در سوم ژوئیه ۲۰۲۰ ژان کاستکس از سوی امانوئل مکرون به عنوان نخست‌وزیر جدید فرانسه و دومین نخست‌وزیر وی در جمهوری پنجم فرانسه معرفی شده است.